# 巨無齒𩷶
巨無齒𩷶（学名：Pangasianodon gigas），又名湄公河鯰、湄公河大鯰或湄公河巨鯰，是東南亞湄公河特有的一種巨鯰。

## 特徵
巨無齒𩷶生長極快，只有6歲就已經達150－200公斤重。在泰國發現最大的巨無齒𩷶是長達2.7米及重263公斤的雌魚，最大可達3米及重350公斤，是世界上最大的鯰魚之一，也是世界上最重的鯰魚。這條雌魚於2005年捕獲，當時相信牠們是最大的淡水魚。牠所產的卵成為保育計劃的一部份；泰國政府原意將牠放生，但牠卻在飼養下死亡，且被賣予當地村民作為食物。
巨無齒𩷶呈灰色至白色，沒有斑紋，幾乎完全沒有觸鬚及牙齒。

## 保育
巨無齒𩷶分佈在湄公河的下游。由於過度捕漁、水質污染及上游興建水壩而接近滅絕。世界自然保護聯盟將牠們列為極危。不過牠們野外的數量不明，從捕獲的數量估計在過去14年間，其數量下降了80%。牠們也受到《瀕危野生動植物種國際貿易公約》附錄一的保護，禁止國際貿易。
在泰國、老撾及柬埔寨漁獵巨無齒𩷶是非法的，但控制卻不怎麼有效。於2006年慶祝蒲美蓬·阿杜德登基泰王60週年，近60個漁民就承諾停止捕捉巨無齒𩷶。泰國是唯一容許私人捕捉巨無齒𩷶的地方，目的是要鼓勵購買政府繁殖的魚苗，以保育牠們。
巨無齒𩷶並不帶有攻擊性及非常強壯，可以在大浪的湄公河生活。牠們也有在湄南河出沒。
巨無齒𩷶要到50－70公斤才能夠繁殖，但不會在湖泊繁殖。

## 外部連結
- Video of The Wildboyz swimming with the Mekong Giant Catfish
- National Geographic （页面存档备份，存于）